# Sancho Garcês IV de Pamplona
Sancho Garcês IV (c. 1038 — Peñalén, Funes, 4 de junho de 1076) foi filho e sucessor de Garcia Sanches III como rei de Pamplona. Era o filho mais velho de Garcia Sanches III com Estefânia de Foix (de Pamplona). Iniciou o reinado em 1054 após a morte do pai na batalha de Atapuerca, e foi morto pelo irmão em 1076, tendo sido sucedido por Sancho I de Aragão (V de Pamplona).

## Reinado
Sancho Garcês foi coroado como rei de Pamplona, após a morte de seu pai, Garcia Sanches III de Pamplona, na batalha de Atapuerca, a 1 de setembro de 1054. Sancho, na altura com aproximadamente catorze anos, foi proclamado rei pelo exército no acampamento militar, com o consentimento do rei de Leão, Fernando I de Leão, o Magno, seu tio. Devido a sua tenra idade, a sua mãe, serviu como regente do reino, até à sua morte a 25 de maio de 1058. Durante a regência, sua mãe manteve-se fiel às políticas régias de seu marido, mantendo um apoio ao mosteiro de Santa Maria de Nájera.
Após a morte de sua mãe, e com a sua ascensão ao trono, fraco apoio dos nobres do reino e fraca força militar régia, muitos nobres a do Reino de Pamplona, juraram lealdade a Fernando Magno, passando para o lado leonês. Apenas Ínigo Lopes, lorde de Biscaia e Sancho Fortunes, lorde de Pancorbo se mantiveram leais a Sancho.  
Em 29 de dezembro de 1062, Sancho e Fernando de Leão assinaram um tratado, definindo a sua fronteira. Fernando foi reconhecido como rei de toda Castela e a autoridade de Sancho foi reconhecida na Rioja , Álava , Biscaia e, implicitamente, em Guipúzcoa. 
Como rei, Sancho recebeu apoio de seu outro tio, o rei Ramiro I de Aragão. Em gratidão por "sua amizade, sua fidelidade, sua ajuda e seu conselho", Sancho deu a Ramiro a posse de Lérida , Undués e o castelo de Sangüesa. A partir de 1060, Sancho pressionou al-Muqtadir , rei da taifa de Saragoça, e exigiu dele pagamentos anuais de tributo, parias.

## Guerra dos Três Sanchos
Com a morte de Fernando Magno em 1065, o Reino de Leão é divido em três, para os seus três filhos: Sancho, o mais velho, ficaria com Castela; Afonso, com o reino de Leão e Garcia, o mais novo, com o Reino da Galiza e com os Condados Portucalense e Conimbricense. 
Com a morte de Fernando, Sancho Garcês é atacado, numa guerra com o agora rei de Castela, Sancho II, guerra essa que iria ser conhecida mais tarde por Guerra dos Três Sanchos (1065–1067). Antes da assinatura do tratado, uma série de terras fronteiriças do Reino de Pamplona, incluindo Bureba e Alta Rioja, teriam sido revindicadas por Fernando o Magno. Sancho II de Castela, o Forte, procurou reconquistar essas terras para seu reino. Com os ataques fronteiriços e invasão ao Reino de Pamplona, Sancho Garcês pede ajuda a seu tio Sancho de Aragão, gerando uma aliança entre o Reino de Pamplona e o Reino de Aragão, defendendo-se da ofensiva castelhana.  Suas forças foram derrotadas por Sancho de Castela e seu confiável alferes , O Cid. Sancho Garcês de Pamplona perdeu a guerra, perdendo com ela o controlo de Bureba, Alta Rioja e Álava. 
Sancho IV foi assassinado em Peñalén, daí a sua alcunha, por uma conspiração encabeçada pelo seu irmão Raimundo Garcês de Pamplona (o Fratricida) e pela sua irmã Ermesinda. Durante uma caçada programada, Sancho foi forçado a cair de um penhasco por seus irmãos. Após o seu assassinato, o reino foi invadido e finalmente dividido entre Sancho de Aragão e Afonso VI de Leão e Castela , irmão e sucessor de Sancho II. Afonso ocupou La Rioja e Sancho foi proclamado rei em Pamplona.

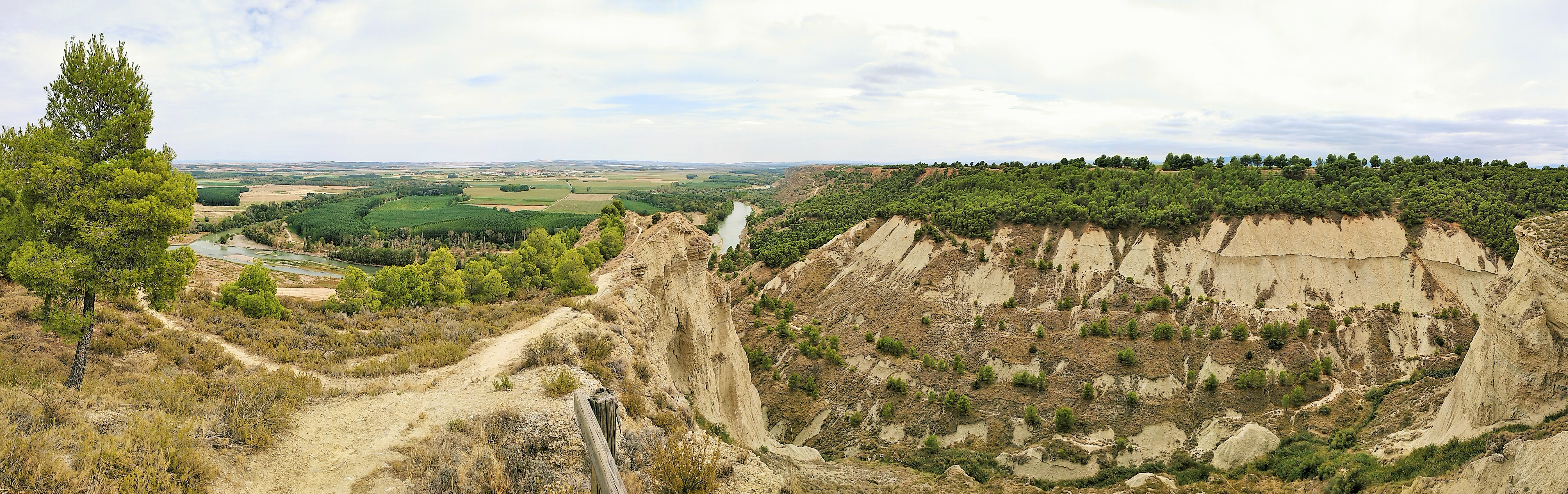
Local onde foi assassinado Sanches Garcês IV de Pamplona